# Videografia de RBD
A videografia de RBD, grupo vocal mexicano de música pop, consiste em quinze videoclipes, seis álbuns de concertos, um documentário, duas compilações de vídeos e um box set. Com o lançamento do álbum de estreia da banda, Rebelde (2004), foram lançados os vídeos musicais dos singles "Rebelde", "Sólo quédate en silencio" e "Sálvame", todos dirigidos por Pedro Damián. Em 2005, o RBD lançou dois clipes de Nuestro amor — a faixa-título e "Aún hay algo", este último foi produzido por Luis Luisillo. No ano seguinte, o sexteto gravou o vídeo correspondente para "México, México" em apoio a Seleção Mexicana de Futebol durante a Copa do Mundo. Seguido por "Ser o parecer" de seu terceiro material, e "Tu amor" com direção de Diane Martel, ao qual o Prêmio Pepsi Viewers Choice de Melhor Videoclipe no Mi TRL Awards. Do disco Empezar desde cero (2007) foram lançadas as obras visuais dirigidas por Esteban Madrazo, "Inalcanzable" e "Empezar desde cero" — além de "Estar bien" com a participação de Kudai e Eiza González. Com o anúncio do fim do RBD em 2008, deu-se o lançamento da faixa "Para olvidarte de mí" que recebeu cinco indicações aos Prêmios Juventud, incluindo Meu Videoclipe Favorito. Posteriormente, foi lançado o clipe de "Siempre he estado aquí" em apoio ao concerto virtual Ser O Parecer: The Global Virtual Union (2020).
O primeiro álbum em vídeo lançado pelo grupo em 19 de julho de 2005, Tour Generación RBD En Vivo, conseguiu posicionar-se nas dez melhores colocações nas tabelas do Brasil e Espanha; enquanto o segundo trabalho, Live in Hollywood, recebeu um disco de ouro e platina, emitido pela Asociación Mexicana de Productores de Fonogramas y Videogramas (AMPROFON). Durante o ano de 2006, foi lançado o documentário ¿Que hay detrás de RBD? e durante 2007 e 2009, foram lançados: Live in Rio, Hecho en España e Live in Brasília. Além de duas compilações contendo todos os videoclipes do grupo, Best of RBD e Greatest Hits.

## Videoclipes
Aparições mais notáveis
- Angelique Boyer aparece em "Rebelde", assim como outros atores da telenovela homônima.
- O futebolista Ricardo Peláez aparece em "México, México".
- O grupo Kudai (foto) e a atriz e cantora Eiza González aparecem em "Estar bien".

| Videoclipe                 | Ano  | Artista(s) também creditado(s) | Diretor                     | Descrição | Ref.   |
| -------------------------- | ---- | ------------------------------ | --------------------------- | --- | ------ |
| "Rebelde"                  | 2004 | —                              | Pedro Damián                | O grupo RBD juntamente com alguns personagens da telenovela Rebelde divertem-se em uma festa exclusiva. O vídeo foi indicado aos Prêmios Oye! de Videoclipe do Ano.                                                                         | [ 2 ]  |
| "Sólo quédate en silencio" | 2005 | —                              | Pedro Damián                | O vídeo consiste em diversos momentos: a exemplo, a banda se apresentando em um estádio cheio de fãs, e cantando em uma espécie de garagem abandonada.                                                                                      | [ 4 ]  |
| "Sálvame"                  | 2005 | —                              | Pedro Damián                | O vídeo começa com o RBD cantando e tocando na neve, também consiste em várias filmagens do grupo. | [ 4 ]  |
| "Nuestro amor"             | 2005 | —                              | Amín Azali                  | Os integrantes se vestem elegantemente para um jantar especial em uma casa de estilo japonês. | [ 7 ]  |
| "Aún hay algo"             | 2005 | —                              | Pedro Damián                | O vídeo mostra a personalidade de cada integrante do grupo dentro e fora dos palcos. | [ 9 ]  |
| "México, México"           | 2006 | —                              | Benny Corral · Pedro Damián | Durante o vídeo é intercalado imagens do grupo RBD, com momentos importantes da seleção mexicana em diferentes épocas. | [ 11 ] |
| "Ser o parecer"            | 2006 | —                              | Esteban Madrazo             | É apresentado os integrantes cantando nas ruas da cidade de São Paulo, mostra-se também criaturas digitais interativas como CGI juntamente com o grupo. O vídeo foi indicado aos Prêmios Juventud de Meu Videoclipe Favorito.               | [ 14 ] |
| "Tu amor"                  | 2006 | —                              | Diane Martel                | O vídeo mostra o grupo cantando e se divertindo durante um dia na praia. A obra ganhou o Prêmio Pepsi Viewers Choice para Melhor Videoclipe no Mi TRL Awards.                                                                               | [ 15 ] |
| "Celestial"                | 2007 | —                              | Esteban Madrazo             | No vídeo, os membros do grupo usam roupas com estilo hippie, que demonstram liberdade. A obra foi indicado aos Prêmios Juventud de Meu Videoclipe Favorito.                                                                                 | [ 18 ] |
| "Bésame sin miedo"         | 2007 | —                              | Pedro Damián                | O enredo do vídeo acontece dentro de um ônibus, em que o grupo viaja rumo ao Castelo do Conde Drácula. A obra ganhou o Capricho Awards de Melhor Vídeo do YouTube.                                                                          | [ 20 ] |
| "Inalcanzable"             | 2007 | —                              | Esteban Madrazo             | O vídeo apresenta os membros do RBD passando por um momento difícil, enquanto aparecem algumas pessoas para dar-lhes coragem e apoio. A obra ganhou o Prêmio Orgullosamente Latino de Videoclipe Latino do Ano.                             | [ 23 ] |
| "Empezar desde cero"       | 2008 | —                              | Esteban Madrazo             | No vídeo, os integrantes do grupo aparecem vestidos com roupas dos anos de 1980 em cenários como um salão de beleza, uma discoteca, um quarto e até um vagão de metrô. A obra foi iniciada aos Prêmios Juventud de Meu Videoclipe Favorito. | [ 26 ] |
| "Estar bien"               | 2008 | Kudai · Eiza González          | Desconhecido                | O vídeo apresenta o RBD junto ao Kudai e Eiza González passeando de ônibus na Cidade do México. | [ 27 ] |
| "Para olvidarte de mí"     | 2009 | —                              | Desconhecido                | O clipe é composto por imagens de bastidores, imagens ao vivo das inúmeras apresentações do grupo e cenas da telenovela Rebelde. A obra foi iniciada aos Prêmios Juventud de Meu Videoclipe Favorito.                                       | [ 29 ] |
| "Siempre he estado aquí"   | 2020 | —                              | Peter Odor                  | O clipe apresenta os quatro integrantes do grupo (Anahí, Christian Chávez, Christopher Uckermann e Maite Perroni) em forma de avatar, dentro de uma nave a destino do evento virtual.                                                       | [ 31 ] |

## Álbuns de vídeo

### Concertos
| Álbum                                                                                                 | Detalhes                                                                                    | Posições de pico nas tabelas musicais | Posições de pico nas tabelas musicais | Posições de pico nas tabelas musicais | Certificações                                  |
| Álbum                                                                                                 | Detalhes                                                                                    | ARG                                   | BRA                                   | ESP                                   | Certificações                                  |
| --- | ------------------------------------------------------------------------------------------- | ------------------------------------- | ------------------------------------- | ------------------------------------- | ---------------------------------------------- |
| Tour Generación RBD En Vivo                                                                           | - Lançamento: 19 de julho de 2005 - Gravadora: EMI - Formato: DVD                           | 17                                    | 3                                     | 3                                     | - RIAA: Platina - AMPROFON: 2× Platina+Ouro    |
| Live in Hollywood                                                                                     | - Lançamento: 4 de abril de 2006 - Gravadora: EMI - Formato: DVD                            | 16                                    | 1                                     | 1                                     | - PROMUSICAE: Platina - AMPROFON: Platina+Ouro |
| Live in Rio                                                                                           | - Lançamento: 2 de fevereiro de 2007 - Gravadora: EMI · SBT Music - Formato: DVD            | 14                                    | 14                                    | 4                                     | - AMPROFON: Platina                            |
| Hecho en España                                                                                       | - Lançamento: 1 de outubro de 2007 - Gravadora: EMI · Virgin Records - Formato: DVD         | —                                     | 11                                    | 1                                     | - PROMUSICAE: Platina - AMPROFON: Platina      |
| Live in Brasília                                                                                      | - Lançamento: 26 de março de 2009 - Gravadora: EMI - Formato: DVD                           | —                                     | —                                     | —                                     |                                                |
| Tournée do Adeus                                                                                      | - Lançamento: 2 de dezembro de 2009 - Gravadora: EMI · Record Entretenimento - Formato: DVD | —                                     | —                                     | —                                     |                                                |
| "—" denota itens que não conseguiram entrar nas tabelas musicais ou não foram lançados no território. |                                                                                             |                                       |                                       |                                       |                                                |

### Documentários
| Álbum                   | Detalhes                                                                                  | Posição de pico |
| Álbum                   | Detalhes                                                                                  | BRA             |
| ----------------------- | ----------------------------------------------------------------------------------------- | --------------- |
| ¿Que hay detrás de RBD? | - Direção: Pedro Damián - Lançamento: 13 de abril de 2006 - Gravadora: EMI - Formato: DVD | 4               |

### Compilações
| Álbum         | Detalhes                                                             |
| ------------- | -------------------------------------------------------------------- |
| Best of RBD   | - Lançamento: 23 de setembro de 2008 - Gravadora: EMI - Formato: DVD |
| Greatest Hits | - Lançamento: 25 de novembro de 2008 - Gravadora: EMI - Formato: DVD |

### Box set
| Álbum         | Detalhes                                                                      |
| ------------- | ----------------------------------------------------------------------------- |
| RBD ¡En Vivo! | - Lançamento: 18 de junho de 2021 - Gravadora: Universal Music - Formato: DVD |

## Comerciais
| Empresa  | Ano  | Publicidade            | Título              | País   | Canção(ões) tema     | Ref.   |
| -------- | ---- | ---------------------- | ------------------- | ------ | -------------------- | ------ |
| Giraffas | 2006 | Sanduíches e grelhados | "Trio Giraffas RBD" | Brasil | "Ser ou Parecer"     | [ 44 ] |
| Pepsi    | 2007 | Refrigerantes          | –                   | México | "Dame" · "Celestial" | [ 45 ] |
| Smirnoff | 2023 | Bebidas destiladas     | "RBD × Smirnoff"    | México | –                    | [ 46 ] |

#### Geral
1. ↑  «Nominados 2005 - Video del Año» (em espanhol). Premios Oye!. Consultado em 27 de maio de 2022. Arquivado do original em 26 de novembro de 2005
2. ↑  «'Rebelde' graba su primer video». Esmas.com (em espanhol). 7 de dezembro de 2004. Consultado em 27 de maio de 2022. Arquivado do original em 6 de dezembro de 2004
3. ↑  SBT 2013, 13:27—14:10
4. ↑  «RBD: 10 datos curiosos de sus videos musicales que quizá no sabías» (em espanhol). Las Estrellas. Consultado em 28 de maio de 2022
5. ↑  SBT 2013, 15:14—16:20
6. ↑  Calmon 2009, p. 22.
7. ↑  Guzmán, Alejandro (15 de agosto de 2005). «RBD plasma 'su amor' en video». Esmas.com (em espanhol). Consultado em 28 de maio de 2022. Arquivado do original em 1 de outubro de 2005
8. ↑  Calmon 2009, p. 23.
9. ↑  «RBD Lanza el Video de su sencillo "Aún Hay Algo"» (em espanhol). EMI Music México. Consultado em 28 de maio de 2022. Arquivado do original em 29 de outubro de 2007
10. ↑  «RBD grava clipe com tema musical da Copa, para seleção mexicana». O Fuxico. 19 de março de 2006. Consultado em 29 de maio de 2022
11. ↑  Amin, Tatiana (22 de maio de 2006). «RBD grava hino oficial mexicano para Copa». O Fuxico. Consultado em 29 de maio de 2022
12. ↑  Alencar, Juliana (3 de outubro de 2006). «RBD grava clipe no centro de São Paulo». Folha Online. Consultado em 29 de maio de 2022
13. 1 2  «RBD encabeza las nominaciones a Premios Juventud 2007». People en Español (em espanhol). 4 de maio de 2007. Consultado em 29 de maio de 2022
14. ↑  «RBD: Assista agora ao clipe de SER O PARECER rodado em São Paulo!». EMI Music Brasil. 17 de novembro de 2006. Consultado em 29 de maio de 2022. Arquivado do original em 8 de dezembro de 2007
15. 1 2  «Tu Amor - Music Video». MTV. Consultado em 29 de maio de 2022. Arquivado do original em 17 de outubro de 2007
16. ↑  «Anuncian los ganadores de la primera entrega en la historia de los Premios 'Mi TRL Awards'» (em espanhol). Vida Nueva. Consultado em 29 de maio de 2022. Arquivado do original em 17 de julho de 2011
17. 1 2  Calmon 2009, p. 39.
18. ↑  «Estrenan video de RBD en "Lola, érase una vez"». La Oreja (em espanhol). Consultado em 29 de maio de 2022. Arquivado do original em 8 de março de 2007
19. ↑  «Capricho Awards 2008». Capricho. Consultado em 30 de maio de 2022. Arquivado do original em 19 de dezembro de 2008
20. ↑  «RBD grabó el video de "Bésame sin miedo" en Rumania». Terra (em espanhol). 20 de junho de 2007. Consultado em 30 de maio de 2022. Arquivado do original em 9 de fevereiro de 2015
21. ↑  Calmon 2009, p. 48.
22. ↑  «Retoma RBD la delantera en OL 2008». Ritmoson Latino (em espanhol). Consultado em 30 de maio de 2022. Arquivado do original em 3 de setembro de 2008
23. ↑  Irigoyen, Joel (5 de dezembro de 2007). «Estreno mundial del video 'Inalcanzable'». Esmas.com (em espanhol). Consultado em 30 de maio de 2022. Arquivado do original em 17 de dezembro de 2007
24. ↑  Calmon 2009, p. 49.
25. ↑  «And the nominees to Premios Juventud 2008 are...». People en Español (em inglês). 2 de maio de 2008. Consultado em 31 de maio de 2022
26. ↑  «RBD está de estreno». Univison.com (em espanhol). Consultado em 30 de maio de 2022. Arquivado do original em 5 de outubro de 2013
27. 1 2  «RBD, 'Lola' y Kudai graban video de 'Estar bien'». Esmas.com (em espanhol). 17 de abril de 2008. Consultado em 28 de setembro de 2022. Arquivado do original em 21 de abril de 2008
28. ↑  «SpanishOlga Tañón, Intocable and Shakira Biggest Winners at 'Premio Lo Nuestro' Latin Music Awards» (em inglês). SpanishTown. Consultado em 28 de setembro de 2022. Arquivado do original em 26 de maio de 2006
29. ↑  RBD - Para Olvidarte De Mí. RBD. 3 de setembro de 2022. Consultado em 28 de setembro de 2022 – via YouTube
30. ↑  «RBD vai ao espaço em clipe animado para o single "Siempre He Estado Aquí"». Papel Pop. 4 de dezembro de 2020. Consultado em 28 de setembro de 2022
31. ↑  «RBD: a polêmica da foto cortada de 'Siempre He Estado Aqui'». Terra. 8 de dezembro de 2020. Consultado em 28 de setembro de 2022
32. ↑  «Ranking Mensual de DVD Agosto - 2008 (Repertorio Popular)» (em espanhol). Cámara Argentina de Productores de Fonogramas y Videogramas. Consultado em 28 de setembro de 2022. Arquivado do original em 13 de setembro de 2008
33. ↑  Melhores posições no Brasil:
  - Tour Generación RBD En Vivo e Live in Hollywood: «Os 20 CDs e DVDs mais vendidos no Brasil em 2006». Associação Brasileira dos Produtores de Discos. Consultado em 28 de setembro de 2022. Arquivado do original em 28 de setembro de 2013
  - Live in Rio e Hecho en España: «20 DVDs mais vendidos - 2007». Associação Brasileira dos Produtores de Discos. Consultado em 28 de setembro de 2022. Arquivado do original em 1 de março de 2013
34. ↑  Melhores posições na Espanha:
  - Tour Generación RBD En Vivo: «Top 10 DVD Musical 2006» (PDF) (em espanhol). Productores de Música de España. Consultado em 28 de setembro de 2022. Arquivado do original (PDF) em 21 de junho de 2013
  - Live in Hollywood: «Top 20 DVD Musical 2007» (PDF) (em espanhol). Productores de Música de España. Consultado em 28 de setembro de 2022. Arquivado do original (PDF) em 28 de setembro de 2013
  - Live in Rio e Hecho en España: «Top 10 DVD Musical 2007» (PDF) (em espanhol). Productores de Música de España. Consultado em 28 de setembro de 2022. Arquivado do original (PDF) em 21 de junho de 2013
35. ↑  «Certificações (Estados Unidos) (álbum) – RBD – Tour Generación RBD» (em inglês). Recording Industry Association of America. Consultado em 28 de setembro de 2022
36. 1 2 3 4  «RBD — Certificaciones» (em espanhol). Asociación Mexicana de Productores de Fonogramas y Videogramas. Consultado em 28 de setembro de 2022. Arquivado do original em 20 de fevereiro de 2015
37. ↑  «TOP 20 DVD MUSICAL» (PDF) (em espanhol). Productores de Música de España. Consultado em 28 de setembro de 2022. Arquivado do original (PDF) em 28 de setembro de 2013
38. ↑  «TOP 20 DVD MUSICAL» (PDF) (em espanhol). Productores de Música de España. Consultado em 28 de setembro de 2022. Arquivado do original (PDF) em 20 de julho de 2011
39. ↑  «Os 20 CDs e DVDs mais vendidos no Brasil em 2006». Associação Brasileira dos Produtores de Discos. Consultado em 28 de setembro de 2022. Arquivado do original em 28 de setembro de 2013
40. ↑  «RBD - Que Hay DeTras de RBD? Album Reviews, Songs & More». Allmusic (em inglês). Consultado em 28 de setembro de 2022
41. ↑  «RBD - Best of RBD Album Reviews, Songs & More». Allmusic (em inglês). Consultado em 28 de setembro de 2022
42. ↑  «RBD - Greatest Hits Album Reviews, Songs & More». Allmusic (em inglês). Consultado em 28 de setembro de 2022
43. ↑  «"RBD ¡EN VIVO!": box reúne álbuns e apresentações ao vivo do grupo mexicano». Papel Pop. 18 de junho de 2021. Consultado em 28 de setembro de 2022
44. ↑  Calmon 2009, p. 31.
45. ↑  «RBD é a imagem da nova campanha da Pepsi». NaTelinha. 9 de julho de 2007. Consultado em 28 de maio de 2022
46. ↑  «Smirnoff lança collab com RBD no México». GKPB. 18 de abril de 2023. Consultado em 8 de maio de 2023

#### Videografia
- Especial "O Fenômeno Rebelde" (30/08/13) - Completo - Parte 1. SBT. 30 de agosto de 2013. Consultado em 28 de maio de 2022 – via YouTube